# والی ورنان
والی ورنان (انگلیسی: Wally Vernon؛ ‏ ۲۷ مهٔ ۱۹۰۵ – ۲۷ مارس ۱۹۷۰) بازیگر و هنرمند رقص اهل ایالات متحده آمریکا بود. وی بین سال‌های ۱۹۳۷ تا ۱۹۶۴ میلادی فعالیت می‌کرد.
از فیلم‌ها یا برنامه‌های تلویزیونی که وی در آن نقش داشته‌است، می‌توان به از این طرف لطفاً، گوریل، چه راهی برای رفتن!، گروه رگتایم الکساندر، سگ‌های شکاری برادوی و افتخار دیگر ارزشی ندارد اشاره کرد.